# Saratoga 1992-2004
Saratoga 1992-2004 es un DVD+CD de rarezas de la formación española de heavy metal Saratoga, publicado en 2004 con motivo del duodécimo cumpleaños de la banda.

## Contenido

### DVD
- Sala Hebe, Madrid, mayo de 1993
  - 01 Grita
  - 02 Salvaje
  - 03 Ojo por ojo
  - 04 Ningún precio por la paz

- Videoclips, noviembre de 1994
  - 05 Loco
  - 06 Eres tú

- Plaza de Camporreal (Madrid), agosto de 1995
  - 07 Salvaje
  - 08 Ojo por ojo

- Fonderella (Lérida), enero de 1998
  - 09 Lejos de ti

- Videoclip, enero de 2000
  - 10 Vientos de guerra

- Sala República (Valencia), marzo de 2002
  - 11 Vientos de guerra

- Sala Divino Aqualung (Madrid), octubre de 2002
  - 12 El gran cazador

- Sala Divino Aqualung (Madrid), marzo de 2003
  - 13 Se olvidó

- Heredades Rock, Rojales (Alicante), agosto de 2003
  - 14 Heavy metal
  - 15 A morir
  - 16 Salvaje (Instrumental)
  - 17 Las puertas del cielo

- Programa "Que viene el lobo" (Antena Aragón), mayo de 2004
  - 18 Si amaneciera
  - 19 Maldito corazón

- Programa "Música Uno" (TVE), mayo de 2004
  - 20 San Telmo 1940

- Grabación en Estudio, octubre de 2004
  - 21 Medley (Ningún precio por la paz - Loco - A sangre y fuego - Lágrimas de dolor - Se olvidó - Rojo fuego)
  - 22 Mi ciudad
  - 23 Perro traidor
  - 24 Lejos de ti

### CD
- 01 Medley (Ningún precio por la paz - Loco - A sangre y fuego - Lágrimas de dolor - Se olvidó - Rojo fuego) (10:50)
- 02 Mi ciudad (4:55)
- 03 Perro traidor con Leo (5:42)
- 04 Lejos de ti (4:45)
- 05 Basta con Fortu (3:04)
- 06 Basta con Gabi (3:02)
- 07 Basta con Leo (3:02)
- 08 Hormigón, mujeres y alcohol (2:39)
- 09 Triste Laura (3:25)
- 10 Ojos de mujer (2:37)
- 11 Painkiller (6:06)
- 12 Enlighten Angel (3:46)

## Componentes
- Jero Ramiro - Guitarra
- Niko del Hierro - Bajo
- Leo Jiménez - Voz
- Dani Pérez - Batería

- Datos: Q5638178